# Локо Моко

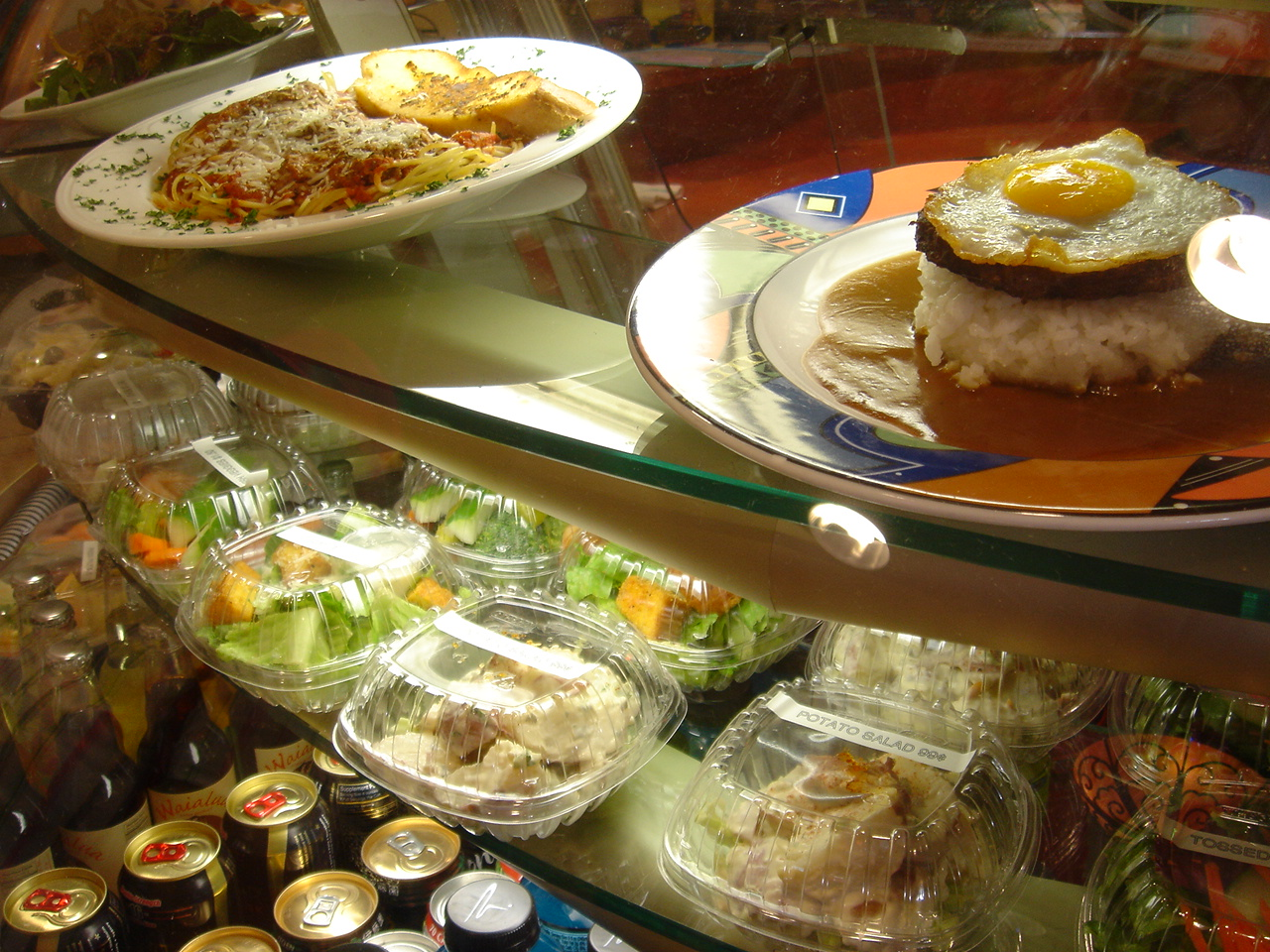
Локо моко (праворуч)

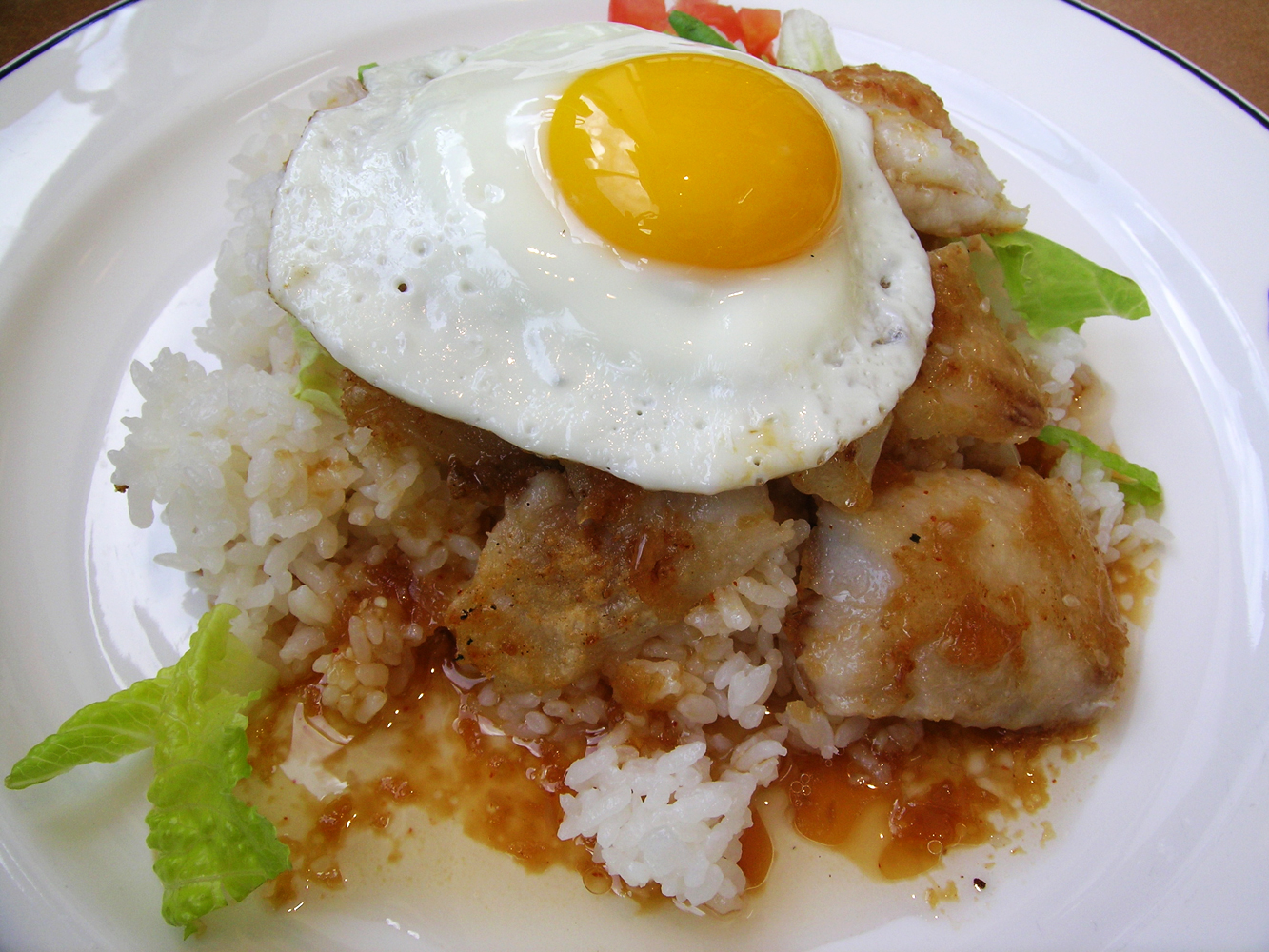
Рибний варіант Локо Моко

Локо Моко (англ. Loco Moco) — страва з гавайської кухні. Існує безліч різних варіантів цієї страви, але в більшості випадків вона складається з гірки білого рису, яка накрита м'ясною котлетою, яка в свою чергу накрита смаженим яйцем (яєчнею) і полита темним м'ясним солодко-кислим соусом.
Різні варіанти можуть включати в себе бекон, шинку, португальську ковбасу, курятину, креветки, устриці, і будь-які інші м'ясні продукти.

## Цікавий факт
В Україні є бренд молочних продуктів Локо Моко, туди входять йогурти, сирки і молоко.